# Maria Antònia Llull Sánchez
María Antonia Llull Sánchez és una empresària, vicepresidenta d'Hipotels Hotels & Resorts des de 2015.
El 2019 guanyà el premi Dona Empresària de les Illes Balears de Caixabank. El 2025 fou escollida com una de les 50 dones més influents de les Illes Balears per la revista Forbes.